# Albert J. Welti

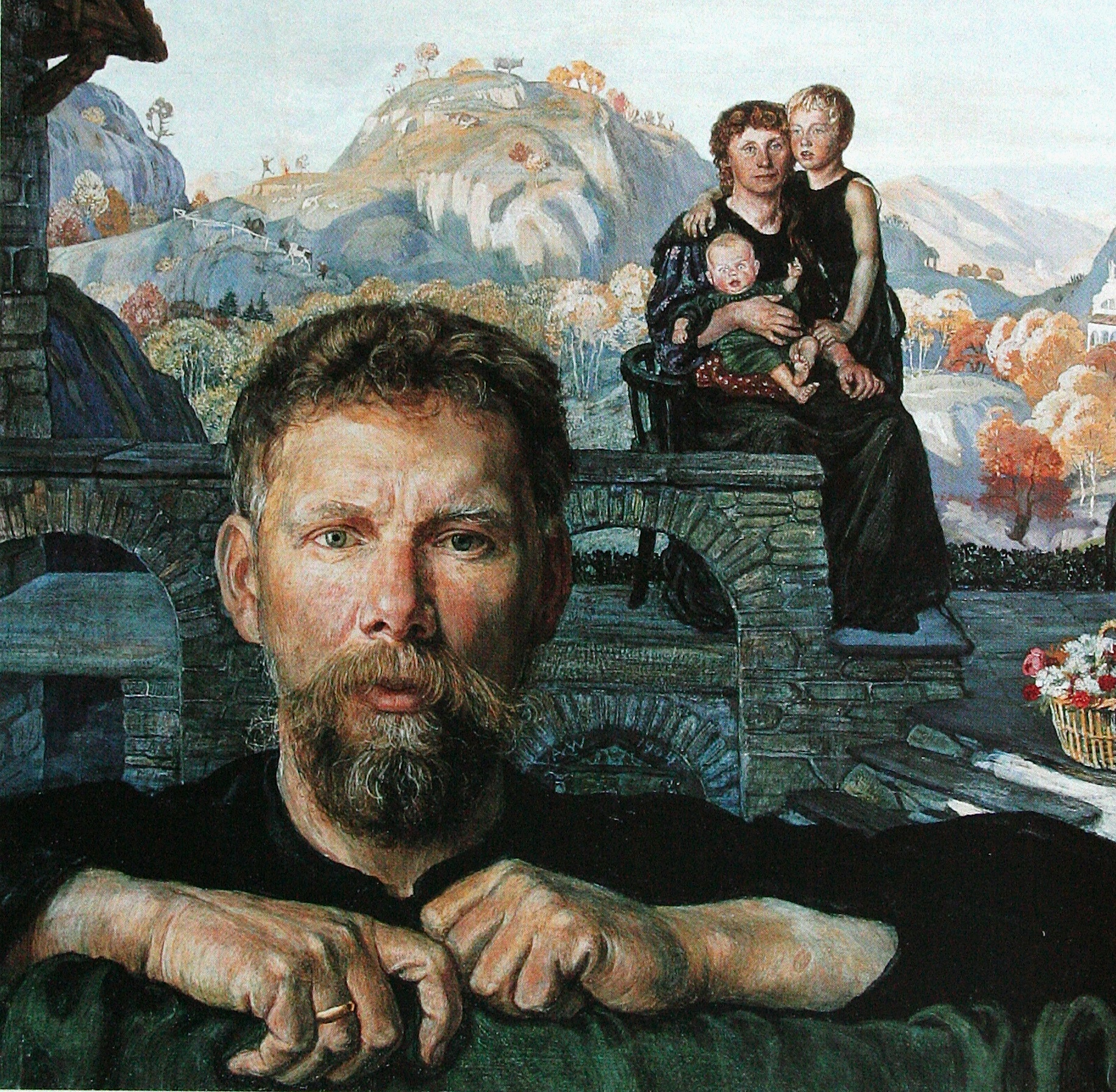
Der neunjährige Albert Jakob auf dem Familienbild des Vaters (1903)

Albert Jakob Welti (* 11. Oktober 1894 in Zürich-Höngg; † 5. Dezember 1965 in Amriswil) war ein Schweizer Schriftsteller und Maler.

## Leben
Als Sohn des Malers Albert Welti wurde auch Albert Jakob Welti zum Künstler ausgebildet. Er studierte auf den Kunstakademien von Düsseldorf, München, London und Madrid. In jungen Jahren verlor er beide Eltern: In München verschied 1911 erst seine Mutter, 1912 starb sein Vater in Bern. Eine schwere Typhuserkrankung auf den Balearen zu Beginn der Zwanzigerjahre brachte den Wendepunkt vom Malen zum Schreiben.
In die Schweiz zurückgekehrt, wählte er Chêne-Bougeries bei Genf zu seinem Arbeitsort. Für die Dörflikirche an der Schweizerische Landesausstellung 1914 in Bern entwarf Welti fünf Mosaiktafeln, die Gottfried Künzi ausführte.
Maroto und sein König, ein historisches Schauspiel, entstand (1922), dann Servet in Genf (1930). Zur Landesausstellung 1939 in Zürich wurde das Mundartdrama Steibruch äusserst erfolgreich uraufgeführt und später auch verfilmt. Erst mit fast fünfzig Jahren erschien Albert J. Weltis erster Roman: Wenn Puritaner jung sind (1941); ihm folgte der im politisch und sozial stark bewegten Genf spielende zweite Roman, Martha und die Niemandssöhne (1948). Die kritische Befragung der schweizerischen Gegenwart setzte er in einer Reihe umfangreicher und eigenwilliger Romane fort.
In einer Vielzahl von Aufsätzen und Reden bezog Welti zu kulturellen, literarischen und politischen Fragen seiner Zeit Stellung. Alle diese grossen und kleinen Arbeiten wiesen ihn als Kommentator von hoher intellektueller Eigenständigkeit aus. Das letzte Werk, Bild des Vaters (1962), ist ein einfühlsames Künstlerporträt, das ihn schliesslich mit dem Vater auf eine Ebene stellte. Neben anderen Romanen und Theaterstücken hat dieser Autor auch einige Erzählungen und Hörspiele geschrieben, wobei die Mundart oft zum Zuge kam.
Albert J. Welti wurde von der Schweizerischen Schillerstiftung mit mehreren Ehrungen und Einzelwerkpreisen (1931, 1942 und 1948) und 1954 mit dem Gesamtwerkspreis für sein dramatisches Schaffen ausgezeichnet. 1933–65 war er im Vorstand der Gesellschaft Schweizerischer Dramatiker, 1946–51 stand er ihr als Präsident vor.
Der Nachlass von Welti befindet sich im Schweizerischen Literaturarchiv, Bern.
Albert J. Welti war ein Enkel des Transportunternehmers Jakob Albert Welti-Furrer, Vetter von Arthur Welti, Onkel von Philippe Welti und Grossonkel 2. Grades von Sophie Hunger. Er war mit Eva Hug, Tochter des Musikalienhändlers Adolf Hug, verheiratet.

## Werke (Auswahl)
Dramen
- Zerfall. (ca. 1920, ungedruckt)
- Maroto und sein König. (1926; UA 12. April 1926, Stadttheater Basel)
- Der Vertrag mit dem Teufel. (UA 3. April 1929, Stadttheater St. Gallen)
- Servet in Genf. (1930; UA 7. November 1931, Stadttheater Bern)
- Blaubart. (1933; UA 28. Januar 1937, Schauspielhaus Zürich)
- Das Friedenskind. (1934)
- Mordnacht. (1937; UA 23. Februar 1937 durch die Freie Bühne Zürich im Stadttheater Winterthur)
- Steibruch. (1939; UA 7. Mai 1939, Landi Zürich 1939)
- Summerfahrt. (auch: Miss Helvetia, 1941, UA 4. November 1941 durch die Freie Bühne Zürich im Schauspielhaus Zürich)
- Inserat 82793. (1942)
- Aberglauben. (1945, UA 27. Oktober 1945, Schaffhausen)
- Prinz Georg und die würgende Demut. (1947)
- Es Defizit oder: Di missverschtanden Abchürzig. (1948)
- Ramon Lull. (1949; UA 28. November 1951, Stadttheater St. Gallen)
- Sie aber hat’s nicht leicht gehabt. (1950)
- Hiob der Sieger. (1954; UA 3. März 1955, Schauspielhaus Zürich)
- Züriputsch. (1961; entstanden 1938)

Festspiele
- Distelschnauz. (auch: Schpiil ums Füür, UA Bern 1928)
- Huusreuki. (Festspiel zum 300-jährigen Zunfthausjubiläum der Zunft zur Waag Zürich, 1937)
- Hie Schaffhausen!. (1939; UA 29. Juli 1939, Landi Zürich 1939)
- Ragazer Brunnenspiel. (1939; UA 8. Juni 1968 in Bad Ragaz)
- Helfende Kräfte. (1945; UA 2. Juni 1945, Winterthur)
- Der Pass. (1948)
- Hans Büezer und die Musen. (1948; UA 8. Juli 1948, Schweiz. Fest der Arbeiterchöre Genf 1948)
- Schaffhauser Bundesspiel. (UA 13. August 1951, Schaffhausen).

Prosa
- Wenn Puritaner jung sind. (Roman, Zürich 1941)
- Die Heilige von Tenedo. (Erzählung, Zürich 1943)
- Martha und die Niemandssöhne. (Roman, Zürich 1948)
- Die kühle Jungfrau Hannyvonne. (Roman, Zürich 1954)
- Der Dolch der Lucretia. (Roman, Zürich 1958)
- Bild des Vaters. (Biographie, Zürich 1962)

Hörspiele
- Ludwig XIV. oder Büro SOS. (Hörspiel, Studio Zürich 1941)
- Steibruch. (Hörspielfassung in fünf Folgen, Studio Zürich 3. Februar 1942)
- Die Wolfsmilchwirtschaft. (Hörspiel, Studio Bern 1943)
- Mordnacht. (Hörspiel, Studio Zürich, 19. Dezember 1950)
- Servet in Genf. (Hörspiel, Studio Bern 15. Oktober 1953)
- Das Haus zum wechselnden Mond. (Hörfolge, Studio Bern 17. Dezember 1956)

Kunst
- Entwurf für das 5-teilige Mosaik in der «Dörflikirche» an der Schweizerischen Landesausstellung 1914 in Bern (ausgeführt von Gottfried Künzi, Mosaist)